# Bankbilanzierung
Als Bankbilanzierung wird in der Bankbetriebslehre und im Kreditwesen die Bilanzierung bei Kreditinstituten bezeichnet, ihr Ergebnis ist die Bankbilanz.

## Allgemeines
Aufgrund der volkswirtschaftlichen Sonderstellung des Bankwesens sowie der Eigenheiten der bankbetrieblichen Geschäftstätigkeit gibt es Spezialgesetze für die handelsrechtliche Rechnungslegung, die sich von denen der Nichtbanken unterscheiden. Die Bankbilanzierung unterscheidet sich bereits optisch erheblich von der Bilanzierung der Nichtbanken. Formal werden in der Bankbilanz auf der Aktivseite zuerst die Bilanzpositionen mit Primärliquidität (Kassenbestand, Guthaben bei der Zentralbank, Bankguthaben bei Geschäftsbanken) und dann die anderen Bilanzpositionen gezeigt (§ 2 RechKredV). Bei Bilanzen von Nichtbanken dagegen steht das Anlagevermögen oben (§ 266 HGB). Darin kommt zum Ausdruck, dass im Bankwesen die Liquidität von großer Bedeutung ist, während in der Produktionswirtschaft das Anlagevermögen eine wichtige Rolle beim Produktionsprozess spielt.
Bankbilanzen und Geschäftsberichte genießen ein besonderes Interesse in der Öffentlichkeit, das einerseits am besonderen Einfluss des Bankwesens über das Geld- und Kreditwesen auf den Gütermarkt liegt und andererseits auf die besonderen Risiken der Finanzwirtschaft zurückzuführen ist, die zu Finanzkrisen und Bankenpleiten führen können und damit die Gesamtwirtschaft beeinträchtigen können.
Die Bankbilanzierung erfasst in der Bankbetriebslehre sämtliche Kreditinstitute, also insbesondere Banken, Sparkassen und Kreditgenossenschaften und umfasst bei diesen Bilanz, Gewinn- und Verlustrechnung, Anhang, Lagebericht und Risikobericht.

## Rechtsgrundlagen
Das Bilanzrecht des Handelsgesetzbuches (HGB) enthält ab § 340 HGB Sondervorschriften für Kreditinstitute. Kreditinstitute aller Rechtsformen (Kapitalgesellschaften und Personengesellschaften) haben nach § 340a HGB ihren Jahresabschluss und Lagebericht nach den für große Kapitalgesellschaften geltenden Vorschriften aufzustellen. § 340a Abs. 2 HGB regelt, welche Vorschriften des HGB auch für die Kreditwirtschaft gelten und welche nicht. Das gilt auch entsprechend für den Konzernabschluss (§ 340i HGB). § 340b HGB befasst sich mit Pensionsgeschäften, wenn sie unter die hier kodifizierte Legaldefinition fallen. Kreditinstitute dürfen nach § 340f Abs. 1 HGB Forderungen aus dem Kreditgeschäft, Schuldverschreibungen und Aktien (die weder zum Finanzanlagevermögen noch zum Handelsbuch gehören, also nur das Anlagebuch betreffen) zu einem niedrigeren als dem sich aus dem strengen Niederstwertprinzip ergebenden Buchwert bewerten, soweit dies nach vernünftiger kaufmännischer Beurteilung zulässig ist. Die Vorsorgereserven dürfen 4 % dieser Bilanzpositionen nicht überschreiten. Nähere Angaben brauchen hierzu im Jahresabschluss nicht gemacht zu werden (§ 340f Abs. 4 HGB). Hieraus ergibt sich eine Verbesserung der anrechenbaren Eigenmittel, weil die Vorsorgereserve als Ergänzungskapital anerkannt ist (Art. 63 Abs. 1 CRR gibt den EU-Mitgliedstaaten eine Öffnungsklausel für „other items“). In § 340l HGB ist die Offenlegungspflicht geregelt; dadurch wird höchste Transparenz erreicht. Die allgemeinen Bewertungsvorschriften der §§ 252 bis § 256 HGB gelten auch für Kreditinstitute.
Wichtige Detailfragen der Bankbilanzierung sind in der RechKredV geregelt. Sie unterteilt systematisch nach Bankbilanz und Gewinn- und Verlustrechnung.

### Bankbilanz
Bankbilanzen erfassen nach den Formblattvorschriften der RechKredV auf der Aktivseite zuerst das Umlaufvermögen, dann das Anlagevermögen. Auf der Passivseite erscheinen entsprechend zuerst die Verbindlichkeiten, danach das Eigenkapital, das aufsichtsrechtlich Eigenmittel genannt wird.
| Bilanzposition                | Aktivseite | Passivseite | Rechtsgrundlage                                                            |
| ----------------------------- | --- | --- | -------------------------------------------------------------------------- |
| Umlaufvermögen                | Kassenbestand Guthaben bei Zentralbanken Forderungen an Kreditinstitute Kredite an Nichtbanken Anleihen im Handelsbuch | | § 12 RechKredV § 12 RechKredV § 14 RechKredV § 15 RechKredV § 16 RechKredV |
| Finanzanlagen                 | Kapitalbeteiligungen in Aktien Anleihen im Anlagebuch                                                                  | | § 18 RechKredV                                                             |
| sonstige Vermögensgegenstände | Gedenkmünzen und Goldmünzen mit Agio                                                                                   | | § 20 RechKredV                                                             |
| Sachanlagevermögen            | Gebäude, Grundstücke                                                                                                   | | § 247 Abs. 2 HGB                                                           |
| Rechnungsabgrenzungsposten    | aktive Rechnungsabgrenzung                                                                                             | | § 250 Abs. 1 HGB                                                           |
| Bilanzsumme                   | | |                                                                            |
| Verbindlichkeiten             | | gegenüber Kreditinstituten gegenüber Nichtbanken                                                                                    | § 21 Abs. 1 RechKredV § 21 Abs. 2 RechKredV                                |
| verbriefte Verbindlichkeiten  | | Spar(kassen)briefe Pfandbriefe | § 22 RechKredV                                                             |
| Rechnungsabgrenzungsposten    | | passive Rechnungsabgrenzung | § 23 RechKredV                                                             |
| Rückstellungen                | | für hohes Kreditrisiko aus Eventualverbindlichkeiten Länderrisikorückstellungen                                                     | § 24 RechKredV                                                             |
| Eigenkapital                  | | Eigenmittel gezeichnetes Kapital Gewinnrücklage Kapitalrücklage Einlagen stiller Gesellschafter Dotationskapital Geschäftsguthaben. | § 25 RechKredV                                                             |
|                               | | Bilanzsumme |                                                                            |
| „unterm Strich“               | | Eventualverbindlichkeiten aus Bürgschaften, Gewährleistungsverträgen oder Bankgarantien                                             | § 26 RechKredV                                                             |

Gemäß § 12 Abs. 1 RechKredV ist als „Barreserve“ der Kassenbestand zu aktivieren, der sich aus gesetzlichen Zahlungsmitteln (Bargeld) einschließlich der Sorten sowie Postwertzeichen und Gerichtsgebührenmarken zusammensetzt. Zu einem höheren Betrag als dem Nennwert (Agio) erworbene Gedenkmünzen sowie Goldmünzen, auch wenn es sich um gesetzliche Zahlungsmittel handelt, und Goldbarren sind im Posten „Sonstige Vermögensgegenstände“ zu erfassen. Zur Barreserve gehören nach § 12 Abs. 2 RechKredV zudem alle Sichteinlagen bei Zentralbanken (insbesondere das Mindestreserveguthaben), auch Fremdwährungsguthaben von Niederlassungen des bilanzierenden Instituts bei der ausländischen Zentralbank. Sämtliche Bankguthaben bei Geschäftsbanken werden als „Forderungen an Kreditinstitute“ ausgewiesen (§ 14 RechKredV). Zu den „Forderungen an Kunden“ gehört das gesamte Kreditgeschäft mit Nichtbanken im Rahmen der Geldleihe (§ 15 RechKredV). Während bei Nichtbanken § 285 Nr. 1a HGB nur kurz- und langfristige Laufzeiten bei Forderungen und Verbindlichkeiten unterscheidet, sind diese Bilanzpositionen nach § 9 Abs. 2 RechKredV genaueren Fristengliederungen unterworfen (< 3 Monate, > 3 bis 1 Jahr, > 1 bis 5 Jahre und > 5 Jahre).
Die übrigen Kreditgeschäfte der Kreditleihe werden als Eventualverbindlichkeiten „unter dem Strich“ – also unterhalb der Bilanzsumme – (§ 26 RechKredV) bilanziert, insbesondere Verbindlichkeiten aus Bankavalen und Gewährleistungsverträgen sowie die Haftung aus der Bestellung von Kreditsicherheiten für fremde Verbindlichkeiten. Auch Verbindlichkeiten aus Platzierungs- und Übernahmeverpflichtungen aus Wertpapieremissionen sowie Verbindlichkeiten aus unwiderruflichen Kreditzusagen sind hier zu vermerken (§ 27 RechKredV).
In der Bankbetriebslehre werden die Eigenmittel der Kreditinstitute differenziert nach bilanziellem, ökonomischem und regulatorischem Kapital. Bilanzielles Eigenkapital ist der Buchwert der Bilanzposition „Eigenkapital“ in der Bankbilanz, regulatorisches das nach § 10 KWG und § 10a KWG sowie Basel III zu ermittelnde Eigenkapital einschließlich Kapitalpuffer und ohne Geschäfts- oder Firmenwert. „Als ökonomisches Kapital bezeichnet man die Gesamtheit der Risikodeckungspotenziale, die mindestens vorgehalten werden muss, um selbst dann, wenn die vorab definierte Maximalbelastungssituation eintreten sollte, solvent zu bleiben“. Zum Eigenkapital gehören nach § 25 RechKredV gezeichnetes Kapital, Einlagen stiller Gesellschafter, Dotationskapital und Geschäftsguthaben. Die Sicherheitsrücklage (Sparkassen) sowie die Ergebnisrücklagen (Kreditgenossenschaften) gehören beim Eigenkapital zu den Gewinnrücklagen (§ 25 Abs. 2 RechKredV). Zu den Eigenmitteln gehören ferner Bilanzgewinn bzw. Bilanzverlust. Über dieses harte Kernkapital hinaus werden bankenaufsichtsrechtlich noch bestimmte Kapitalinstrumente nach Art. 51 Kapitaladäquanzverordnung (englische Abkürzung CRR) und Ergänzungskapital nach Art. 62 CRR als Eigenmittel anerkannt.

### Positionen unter dem Bilanzstrich
Hierunter fallen nicht bilanzierungsfähige Geschäftsvorfälle, die nach dem nächsten Bilanzstichtag aber für das bilanzierende Kreditinstitut eine Haftung, eine mögliche Verpflichtung (Kreditrisiko), einen Verlust oder einen Ertrag auslösen können. Eine Inanspruchnahme ist wahrscheinlich; sobald sie konkret wird, muss eine Rückstellung für drohende Verluste aus schwebenden Geschäften gebildet werden. Die Position steht auf der Passivseite der Bilanz.
Sie lassen sich weiter untergliedern in:
- Schwebende Geschäfte: Beispielsweise Derivate weisen am Tag ihres Geschäftsabschlusses keinen Marktwert auf, so dass auch eine Bilanzierung nicht möglich ist. Sobald sie nach dem Geschäftsabschluss einen negativen Marktwert entwickeln, sind für diese drohenden Verluste nach § 249 Abs. 1 HGB Rückstellungen (Drohverlustrückstellungen) zu bilden. Positive Marktwerte bleiben wegen des Realisationsprinzips stets unberücksichtigt (§ 252 Abs. 1 Nr. 4 Halbsatz 2 HGB).[5]
- Eventualverbindlichkeiten: Hier handelt es sich um Haftungsverpflichtungen, die auf das Kreditinstitut aus Avalkrediten (übernommene Bürgschaften, Garantien oder sonstigen Gewährleistungen) zukommen können.
- Andere Verpflichtungen: Hierunter fallen unwiderrufliche Kreditzusagen, Platzierungs- und Übernahmeverpflichtungen.

Im Anhang sind weitere Angaben zu machen.

### Abweichungen von den Bilanzen der Nichtbanken
Die Bankbilanzen weichen insbesondere bei folgenden Bilanzpositionen von dem branchenübergreifenden Gliederungsschema des § 266 HGB ab:
| Nichtbanken             | Kreditinstitute                 | Anmerkungen                                            |
| ----------------------- | ------------------------------- | ------------------------------------------------------ |
| § 247 Abs. 1 HGB        | § 2 Abs. 1 RechKredV            | Umlauf- und Anlagevermögen                             |
| § 251 HGB               | § 26 und § 35 Abs. 1 RechKredV  | Eventualverbindlichkeiten                              |
| § 266 HGB               | § 2 Abs. 1 RechKredV            | Bilanzgliederung                                       |
| § 275 HGB               | § 2 Abs. 1 RechKredV            | Gewinn- und Verlustrechnungsgliederung                 |
| § 284 Abs. 3 HGB        | § 34 Abs. 3 RechKredV           | Anlagengitter                                          |
| § 285 Nr. 1a, Nr. 2 HGB | § 340d HGB § 9 Abs. 1 RechKredV | Gliederung Restlaufzeiten Gliederung Verbindlichkeiten |
| § 285 Nr. 1b, Nr. 2 HGB | § 35 Abs. 5 RechKredV           | Sicherheiten für Verbindlichkeiten                     |
| § 285 Nr. 9c HGB        | § 34 Abs. 2 Nr. 2 RechKredV     | Organvergütungen                                       |

In der Bilanzgliederung wird bei Kreditinstituten nicht zwischen Anlage- und Umlaufvermögen unterschieden. Die Gliederung der Aktivseite erfolgt nach der Liquidität, wobei liquidere Vermögenswerte vor weniger liquiden stehen.

### Gewinn- und Verlustrechnung
Die Gewinn- und Verlustrechnung darf von Kreditinstituten entweder in Kontoform oder in Staffelform aufgestellt werden, bei Nichtbanken ist lediglich die Staffelform zulässig. Die Kontoform der Gewinn- und Verlustrechnung ergibt sich aus § 340a HGB und ersetzt die Vorschriften des – für Nichtbanken geltenden – § 275 HGB.
| Kategorie                                           | Produktgruppe                                                              | Preis | Ertrag / Aufwand            | Rechtsgrundlage               |
| --------------------------------------------------- | -------------------------------------------------------------------------- | --- | --------------------------- | ----------------------------- |
| Zinsgeschäft                                        | Aktivgeschäft Passivgeschäft                                               | Kreditzins Habenzins                                                                                                 | Zinsertrag Zinsaufwand      | § 28 RechKredV § 29 RechKredV |
| Finanzkommissionsgeschäft                           | Effektengeschäft Wertpapierdepotgeschäft Wertpapierhandel Wertpapierorders | Provision | Provisionsertrag            | § 30 RechKredV                |
| Indifferenzgeschäft                                 | Zahlungsverkehr Beratung Inkassogeschäft                                   | Bankgebühr: Bearbeitungsgebühr, Buchungspostengebühr, Kontoführungsgebühr Beratungsgebühr, Depotgebühr Inkassogebühr | Gebührenertrag              | § 30 RechKredV                |
| Kreditgeschäft, Finanzanlagen, Kapitalbeteiligungen | Abschreibungen Wertberichtigungen                                          | | Zuführungen, Zuschreibungen | § 32 RechKredV § 33 RechKredV |

In § 28 RechKredV sind die Zinserträge, § 29 RechKredV der Zinsaufwand, § 30 RechKredV der Provisionsertrag, § 31 RechKredV die Verwaltungskosten (Materialkosten, Personalkosten, Raumkosten, Versicherungsprämien), § 32 RechKredV die Abschreibungen und Wertberichtigungen auf Forderungen und bestimmte Wertpapiere als Aufwand und Ertrag gemäß § 340f Abs. 3 HGB und Versicherungsprämien für Kreditversicherungen nach dem Bruttoprinzip, in § 33 RechKredV Abschreibungen und Wertberichtigungen auf Kapitalbeteiligungen erfasst.
Die drei bei Kreditinstituten vorkommenden Produktgruppen Zinsgeschäft, Indifferenzgeschäft und Finanzkommissionsgeschäft generieren drei Arten von Werterlösen und Wertkosten: Das Zinsgeschäft setzt sich aus dem Passivgeschäft (Bankguthaben jeder Art) und dem Aktivgeschäft (Kreditgeschäft) zusammen. Im Passivgeschäft entstehen Wertkosten durch  Habenzinsen auf Geldanlagen. Im Aktivgeschäft zahlt der Kreditnehmer einen Kreditzins auf seine Kreditschuld, der als Werterlöse vereinnahmt wird.
Zahlungsverkehr kann zwar durch das Zinsgeschäft oder das Finanzkommissionsgeschäft ausgelöst werden, doch hauptsächlich dient er der Zahlung zwischen Zahlungspflichtigem und Zahlungsempfänger. Jede Art der Bankberatung (Anlageberatung, Financial advisory, Financial Engineering) gehört zu den Indifferenzgeschäften und erbringt Bankgebühren.
Bankbilanzen folgen dem nach § 2 RechKredV vorgeschriebenen Gliederungsschema und orientieren sich auf der Aktivseite am Ordnungsprinzip der Liquidierbarkeit, so dass die Aktiva mit den liquidesten Bilanzpositionen wie Barreserve und Kassenbestand beginnen. Nach § 2 RechKredV müssen Kreditinstitute abweichend von § 275 HGB die Gewinn- und Verlustrechnung nach besonderen Formblättern erstellen, wobei die Konto- oder Staffelform zulässig ist. Grund hierfür ist die banktypische Eigenheit, dass Kreditinstitute keine Umsatzerlöse wie Nichtbanken erwirtschaften, sondern überwiegend Zinserträge (§ 28 RechKredV) vereinnahmen, denen die Zinsaufwendungen (§ 29 RechKredV) gegenüberzustellen sind. Nach § 34 RechKredV sind zusätzliche Erläuterungen im Anhang zu machen, § 35 RechKredV verlangt zusätzliche Pflichtangaben.
Die Gewinn- und Verlustrechnung lässt sich anhand wichtiger Posten weiter analysieren. Es wird unterschieden zwischen Zinsergebnis, Handelsergebnis und Finanzanlageergebnis.
Zinsergebnis
Das Zinsergebnis umfasst mit den Zinsaufwendungen und Zinserträgen alle laufenden Aufwendungen und Erträge, die mit Aktiv- und Passivgeschäften verbunden sind. Hierin erscheint der Zinsaufwand für Habenzinsen aus dem Passivgeschäft und der Zinsertrag aus Kreditzinsen des Aktivgeschäfts. Dieser Brutto-Ausweis wird um die Risikovorsorge (Zuführungen zu Wertberichtigungen und Rückstellungen, Zuschreibungen und Auflösungen von Wertberichtigungen und Abschreibungen und Einzelwertberichtigungen) ergänzt, woraus sich das „Zinsergebnis nach Risikovorsorge“ ergibt.
Handelsergebnis
Das Handelsergebnis umfasst Ertrags- und Aufwandskomponenten unter anderem bei „sonstigen Wertpapieren“ des Wertpapierhandels im Rahmen des Interbankenhandels:
- Bewertungsergebnis Kreditgeschäft,
- Gewinn/Verlust aus dem Handelsbuch,
- Ergebnis aus Wertpapieren der Liquiditätsreserve,

Es ist ein Saldierungswahlrecht vorgesehen.
IFRS 7 (früher: IAS 30) gestattet den Kreditinstituten, das Handelsergebnis um Refinanzierungskosten und laufende Erträge der aus dem Wertpapierhandel erworbenen Finanzinstrumente (wie Kapitalertrag aus Zinsen und Dividenden) zu erweitern, die nach deutschem Handelsrecht zwingend im Zinsergebnis auszuweisen sind.
Finanzanlageergebnis
Das Finanzanlageergebnis umfasst Bewertungs- und Veräußerungsergebnisse, die im Zusammenhang mit Finanzanlagen, d. h. Beteiligungen, Anteile an verbundenen Unternehmen und wie Anlagevermögen behandelte Wertpapiere.

## Bankbilanzierung nach HGB und IFRS
Nichtbanken und Kreditinstitute unterliegen allgemein in Deutschland und den EU-Mitgliedstaaten den Rechnungslegungsstandards des HGB und – bei der Rechtsform der Aktiengesellschaft oder Kommanditgesellschaft auf Aktien – auch dem Aktiengesetz (AktG). International gelten für alle Institute die Rechnungslegungsstandards des International Accounting Standards Board (IASB), sofern die bilanzierenden Unternehmen als Wertpapieremittenten an einem organisierten Kapitalmarkt auftreten. Diese sind nach der IAS-Verordnung der EU vom Juli 2002 und § 264d HGB verpflichtet, seit 2005 in ihren Konzernabschlüssen zwingend die International Financial Reporting Standards (IFRS) anzuwenden. Hier gilt für Kreditinstitute insbesondere der International Financial Reporting Standard 7.
Erträge und Aufwendungen aus sonstigen Wertpapieren und Forderungen sind alle Erträge und Aufwendungen, die im Zusammenhang mit dem Wertpapierbestand der Liquiditätsreserve und dem Kreditgeschäft auftreten und keinen Zinsertrag bzw. laufenden Ertrag darstellen. Hier findet eine Überkreuzkompensation statt. Wird die Überkreuzkompensation genutzt, so ist im Jahresabschluss nicht erkennbar, ob und in welcher Höhe Vorsorgereserven gebildet oder aufgelöst wurden. Dies stellt einen Unterschied zum IAS dar. Hier bezieht sich Risikovorsorge ausschließlich auf das Bewertungsergebnis im Kreditgeschäft. Als Nettogröße enthält sie den Saldo aus Abschreibungen, Wertberichtigungen und Rückstellungen für latente und erkennbar gewordene Risiken und den Erträgen aus der Auflösung dieser Posten. Die Möglichkeit der Bildung von Vorsorgereserven besteht nicht, weder für Kredite noch für Wertpapiere.

## Besondere Bewertungsvorschriften
Für Kreditinstitute gelten die besonderen Bewertungsvorschriften aus § 340e HGB (Bewertung von Vermögensgegenständen), § 340f HGB (Risikovorsorge für allgemeine Bankrisiken), § 340g HGB (Fonds für allgemeine Bankrisiken) und § 340h HGB (Währungsumrechnung). Der Unternehmenswert eines Kreditinstituts lässt sich aus dem Zukunftserfolg und dem Kapitalisierungszins ableiten, wobei letzterer durch die Eigenkapitalkosten und – je nach Bewertungsverfahren – durch die Fremdkapitalkosten bestimmt wird. Der Zukunftserfolg wird an die Gesellschafter (beispielsweise Aktionäre) in Form von Dividenden ausgeschüttet. 	

## Zinsertragsbilanz
Die Zinsertragsbilanz ist in der Bankkalkulation eine nicht kompensierte Bankbilanz, in der den einzelnen Aktiva und Passiva die zugehörigen Jahresdurchschnitts-Zinssätze hinzugefügt werden, woraus sich ein durchschnittlicher Zinsaufwand und Zinsertrag ergibt, dessen Differenz die Brutto-Zinsspanne darstellt. Die Zinsertragsbilanz hatte seit 1949 die Deutsche Bundesbank genutzt, um einen Betriebsvergleich der Kreditinstitute im Hinblick auf ihre Zinsspanne durchzuführen. Die Zinsertragsbilanz ergibt eine durchschnittliche Zinsspanne, während sich die tatsächliche aus der Gewinn- und Verlustrechnung ermitteln lässt. Hieraus werden die in der Wertsphäre anfallenden Wertkosten und Werterlöse gegenübergestellt, während die Stückkalkulation die in der Betriebssphäre anfallenden Betriebskosten und Betriebserlöse miteinander in Beziehung setzt. Die Zinsspanne betrifft ausschließlich das Zinsgeschäft, während Finanzkommissions- und Indifferenzgeschäft in der Zinsertragsbilanz unberücksichtigt bleiben.

## Informationsfunktion
Die Bankbilanz oder der Jahresabschluss von Kreditinstituten dienen der Publizität der Unternehmensdaten gegenüber der interessierten Öffentlichkeit, insbesondere Anlegern, Bankenaufsicht, Gesellschaftern (Aktionären, Mitgliedern), Konkurrenz oder den Massenmedien. Sie analysieren bestimmte Daten im Hinblick auf ihre Interessen. Außerdem dient die Bankbilanz als Größenmaßstab beim Betriebsvergleich oder bei der Ermittlung der Betriebsgröße, wobei als Messgrößen die Bilanzsumme {\displaystyle BS} oder das Geschäftsvolumen {\displaystyle GV} (einschließlich der Eventualverbindlichkeiten {\displaystyle EV})
{\displaystyle GV=BS+EV}
herangezogen wird. Die bedeutendste Betriebsgröße erreichen Großbanken.